# Ou (欧)
Ou (欧; spreek uit als Oow) is een Chinese achternaam die zijn oorsprong vindt in de Chinese provincies Guangdong en Hunan. Deze achternaam staat niet in de Baijiaxing. De mensen met de achternaam Ou 区 zijn nauw verwant met de mensen met de achternamen Ou (区) en Ouyang. In Hongkong wordt het geromaniseerd als Au en in Macau als Ao. In deze twee gebieden wordt het uitgesproken als "Auw". In Taiwan staat de achternaam op de 75e plaats van meest voorkomende achternaam.
Volgens oude verhalen zijn de Ous nakomelingen van de smid Ou Yezi die in Ouyushan woonde tijdens de Periode van Lente en Herfst. Door de eeuwen heen hebben ook veel Chinese minderheden hun achternaam in Ou veranderd. Een van de redenen is dat het ongeveer klonk als hun oorspronkelijke achternaam.

## Nederland
De Nederlandse Familienamenbank geeft de volgende statistieken weer:
| familienaam | aantal in 1947 | aantal in 2007 |
| ----------- | -------------- | -------------- |
| Ou          | 0              | 45             |
| Au          | 0              | 202            |
| O           | 0              | >5             |
|             | totaal: 0      | totaal: 252    |

## Bekende personen met de naam Ou (欧) of Au (欧)
- Ou Yezi
- Ou Guangyuan 歐廣源
- Ou Yuanhuai 歐元懷
- Ou Honglian 歐鴻鍊
- Ou Peng 歐鵬
- Ou Weilun 歐偉倫
- Ou Dingyu 歐丁玉
- Ou Qianyi 歐倩怡
- Ou Jintang 歐錦棠
- Ou Kaichun 歐鎧淳
- Au Sui-Wai, TVB-acteur